# She (folk)
She är en av Kinas 56 officiellt erkända folkgrupper. Större delen av shefolket bor i Fujian, där de är den största minoritetsgruppen. De flesta har idag hakka som modersmål, men en liten minoritet talar fortfarande shespråket.